# Charlie Brown

Charlie Brown. Zdjęcie z parady z okazji Święta Dnia Dziękczynienia 2018 w Nowym Jorku

Charlie Brown – postać fikcyjna z komiksów (kilkuobrazkowych comic stripes) pt. Fistaszki (Peanuts), przedstawiony jest jako kilkuletni chłopiec. Postać została stworzona przez Charlesa M. Schulza w 1950 roku. 
Charlie Brown jest jednym z głównych bohaterów Fistaszków. Po raz pierwszy pojawił się w komiksie 2 października 1950 roku (w pierwszym pasku cyklu). Jest właścicielem Snoopyego, psa rasy beagle, który w późniejszych latach porusza się na dwóch łapach. Charlie Brown jest potulny, nerwowy, brak mu pewności siebie (zwłaszcza w kontaktach z koleżankami), nie potrafi puszczać latawców, przegrywa w baseball i ma problemy z kopnięciem piłki do futbolu amerykańskiego. Część cech i przeżyć komiksowego chłopca Schulz oparł na własnych doświadczeniach, np. jego ojciec także jest fryzjerem.